# ناحیه گالس، شهرستان ردوود، مینه سوتا
ناحیه گالس (به انگلیسی: Gales Township) یک منطقهٔ مسکونی در ایالات متحده آمریکا است که در شهرستان ردوود، مینه‌سوتا واقع شده‌است.
 ناحیه گالس ۹۳٫۷ کیلومتر مربع مساحت و ۱۴۴ نفر جمعیت دارد و ۳۵۱ متر بالاتر از سطح دریا واقع شده‌است.